# František Hlaváček (učitel)
František Hlaváček (9. listopadu 1856 Javor u Teplic nad Metují – 28. září 1913 Praha-Nové Město) byl pražský učitel a trojnásobný vrah. Přes dvacet let vyučoval na renomované obchodní škole Karla Petra Kheila staršího a mladšího; roku 1902 tento ústav převzal jako ředitel a majitel, po roce 1910 ho přestěhoval do vlastního domu v Pštrosově ulici. Byl oblíbeným pedagogem, počty studentů pod jeho vedením stoupaly. Veřejnosti zůstávalo skryto, že se kvůli nákupu domu a nevýhodným transakcím dostal do finanční tísně. Velké starosti měl také se třemi duševně postiženými dětmi. Když na konci září 1913 zjistil, že navzdory čerstvě vybranému školnému nebude mít na výplaty učitelů, zastřelil v zoufalství manželku, dvě děti i sebe. K vraždám blízkých ho pohnula snaha, aby jim ušetřil utrpení a nebyli na obtíž jiným.

## Život

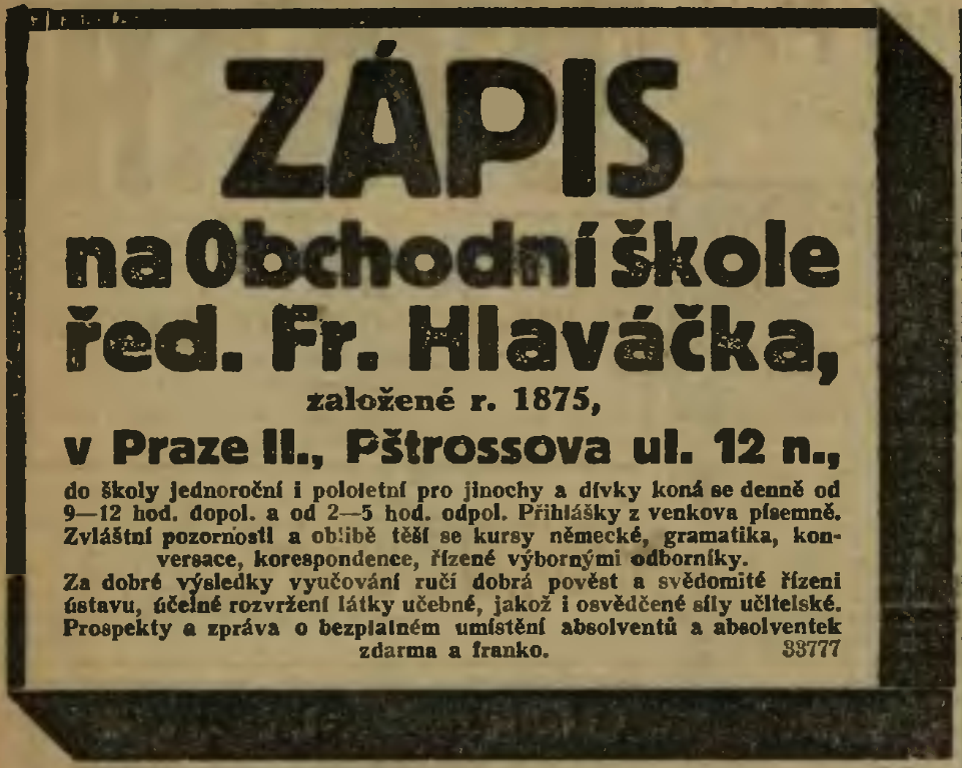
Inzerát Hlaváčkovy obchodní školy, publikovaný necelý měsíc před smrtí (11. září 1913)

Narodil se 9. listopadu 1856 v Javoru u Teplic nad Metují; v historických zdrojích je nicméně často uváděn Dědov, s nímž byla tato ves spojena. Po získání praktických zkušeností v obchodě absolvoval učitelský kurs a přijal místo v obchodní škole Karla Petra Kheila staršího v Praze. Tam působil přes dvacet let pod vedením zakladatele i jeho syna. V roce 1901 získal samostatnou koncesi. Když se Karel Petr Kheil mladší roku 1903 (nebo 1902) další činnosti vzdal, převzal Hlaváček jeho ústav jako ředitel a majitel. Škola sídlila v Myslíkově čp. 208. Hlaváček tam pořádal roční a pololetní kurzy, zvlášť pro chlapce a dívky, s možností večerního studia pro zaměstnané. Důraz kladl na výuku němčiny, těsnopisu a psaní na stroji, absolventům poskytoval pomoc při hledání místa. Počty jeho studentů stouply ze 136 ve školním roce 1903/04 až na 311 v roce 1908/09 (pozdější údaje nejsou k dispozici). Roku 1910 koupil za 130.000 korun od komunálního politika Jaroslava Pštrosse dům „u Vrabců“ čp. 188 v Pštrosově ulici.
Jen málo lidí vědělo, že oblíbený a navenek úspěšný pedagog ve skutečnosti zápasí s vážnými problémy. Po nákupu domu v Pštrossově ulici se ukázalo, že není vhodný pro potřeby školy a bude nutné ho za několik tisíc rekonstruovat. Jeho pověst movitého podnikatele k němu také přilákala nesolidní partnery, kteří využili jeho důvěřivosti a přiměli ho k převzetí nevýhodných závazků. Dalším zdrojem starostí mu byla rodina – s manželkou pečoval o tři duševně postižené děti. V září 1913 za ním údajně přišlo několik věřitelů se žádostí o podpis směnky. Hlaváček si uvědomil, že necelý měsíc po začátku školního roku je čerstvě vybrané školné již spotřebováno za jiné výdaje a nezbývá ani na platy učitelů. Měl rovněž pocit, že vážně onemocněl. Finanční tíseň, spojená s obavami o osud rodiny, která nebude schopna se bez něj uživit, ho nakonec dovedla k tragickému činu.

### Trojnásobná vražda
Hlaváčkovi bydleli v sídle své školy v Pštrossově čp. 188. Byt měli v mezipatře s tím, že v jednom pokoji spali rodiče s dcerou, v druhém dva synové, o patro výš byly učebny. 28. září 1913 po šesté ráno vstala paní Hlaváčková, vzbudila v kuchyni služku a poslala ji pro mléko. Chovala se klidně, služka na ní nepozorovala nic neobvyklého.
Chvíli poté, co služka odešla, se z bytu ozvaly rány. Domovník, který bydlel v přízemí, vyběhl na ulici, protože si myslel, že se něco děje venku. Jeho pozornost okamžitě upoutal Hlaváčkův postižený syn Jaroslav, který z okna zděšeně volal: „Tatínek střílí!“. Domovník okamžitě běžel pro pomoc. Když se s lékařem vrátil, našli v ložnici rodičů zastřelenou matku a vážně zraněnou dceru Marii, v druhém pokoji pak mrtvého syna Karla překrytého mrtvolou otce. Záchranná stanice odvezla dva zraněné do všeobecné nemocnice na chirurgickou kliniku prof. Kukuly, kde Marie zakrátko v beznadějném stavu zemřela.
Vyšetřování prokázalo, že Hlaváček svůj čin promýšlel. Koupil si dva revolvery. S jedním z nich vstoupil do ložnice a ranou do hlavy zastřelil v těsném sledu manželku a dceru. Obě pravděpodobně spaly, nebránily se. Poté vešel do pokoje k synům, kde už předtím schoval druhý revolver. U synů ale zapůsobil pud sebezáchovy. Staršího Karla sice také zabil, ale mladší Jaroslav se bránil a otec ho zasáhl do hrudníku místo do hlavy. Ačkoliv i jeho stav byl vážný a pochybovalo se o jeho uzdravení, podařilo se ho lékařům v nemocnici zachránit. Poslední kulkou se zastřelil sám Hlaváček.
V bytě byl nalezen dopis na rozloučenou, adresovaném jednomu z podřízených. Psalo se v něm:
| „          | Milý pane sekretáři! Činím tak jen z lásky ke svým dětem. Bude jim uspořeno mnoho bolu v budoucnosti. Pan Maděra ať se ujme školy a hodných pp. učitelů a sl. Nové! Posledně Vás zdraví | “ |
| — Hlaváček | |   |

### Další osudy
1. října 1913 informoval dr. Paul Dittrich z německého patologického ústavu, že mozek Fr. Hlaváčka nebyl normální, ale byl zachvácen vodnatelností. Do matriky bylo na základě toho zapsáno, že čin spáchal duševně chorý.
Společný pohřeb se konal 2. října na Olšanských hřbitovech za velké účasti. Se smutečním projevem vystoupil Hlaváčkův dlouholetý přítel Tomáš Maděra, rovněž majitel obchodní školy. Charakterizoval ho jako laskavého otce rodiny a dobrého učitele. Vychoval množství žáků a pomohl jim k výnosným zaměstnáním. Přispěl k dobré pověsti Kheilovy školy a po převzetí ji dál zveleboval, zejména zvyšováním počtů studentů. Nemajetným odpouštěl školné. Zkázu mu ale přinesl nákup domu, na který byl hrdý, ale který se brzy ukázal jako nevhodný pro zamýšlené potřeby. Nutné dodatečné výdaje narušily jeho rozpočet, nový společenský status domácího pána ho přivedl k nedůvěryhodným lidem a dalším špatným rozhodnutím. Motivem jeho činu byla láska k rodině, kterou nechtěl nechat v nemoci a nezaopatřenou.
10. října byl z nemocnice propuštěn zraněný patnáctiletý Jaroslav. Protože se o něj nechtěli postarat příbuzní, byl předán do výchovného ústavu. Roku 1918 byl úplně zbaven svéprávnosti.
Vybavení předlužené domácnosti bylo soudně vydraženo v listopadu 1913. Obchodní školu převzal Tomáš Maděra a spojil ji se svou dosavadní.
Dům v Pštrossově čp. 188 slouží r. 2020 opět pro bydlení, kdežto Myslíkova čp. 208 je jednou z budov Univerzity Karlovy.

## Rodina
21. května 1892 se v kostele sv. Ludmily na Vinohradech oženil s Marií Novákovou (1868–1913) původem z Plzně, dcerou přednosty stanice žijícího na Vinohradech; za svědka jim byl Karel Petr Kheil mladší. Měli dceru Marii (1894–1913) a syny Karla (1895–1913) a Jaroslava (1898–??); manželka i nejstarší dvě děti se staly obětí hromadné vraždy (viz výše).